# S.S.D. Unione Sanremo
Socà Sportiva Dilettantistica Unione Sanremo thường được gọi là Unione Sanremo hoặc đơn giản là Sanremese là một câu lạc bộ bóng đá Ý, có trụ sở tại Sanremo, Liguria.
Đội bóng trong lịch sử US Sanremese Calcio 1904 sau vị trí thứ 16 trong mùa giải 2010-11 trong Lega Pro Seconda Divisione nhóm A đã bị giải thể. Vào mùa hè 2012, câu lạc bộ đã được giới thiệu lại với tên hiện tại khởi động lại từ Terza Cargetoria Savona / Imperia.

## Lịch sử

### Từ 1904 đến 1987
Câu lạc bộ được thành lập vào năm 1904 với tên US Sanremese 1904, nhưng đội bóng chỉ được thành lập vào năm 1911. US Sanremese Calcio 1904 được sinh ra bởi sự hợp nhất của hai đội địa phương đầu tiên: Ausonia và Speranza.
Đội đã chơi ba mùa ở Serie B từ 1937-38 đến 1939-40  trước khi họ xuống hạng ở Serie C. Trong mùa giải 1937-38, đội bóng giành được vị trí thứ 9 tại Serie B, đó là kết quả tốt nhất từng có trong lịch sử câu lạc bộ.
Đây là đội Ý duy nhất đã chơi trong mọi mùa giải Serie C quốc gia thống nhất từ 1952-53 đến 1957-58.

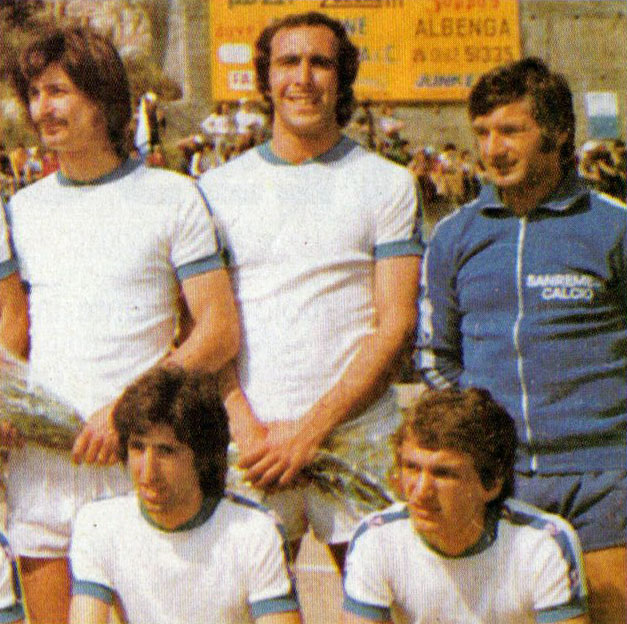
Giampiero Ventura tại Sanremese mùa 1974 1974

Câu lạc bộ từ 1977-78 đến 1978-79 thăng hạng từ Serie D đến Serie C1. Câu lạc bộ đã chơi bảy mùa giải liên tiếp ở Serie C1 từ năm 1979-80, khi đạt được vị trí thứ 4 lịch sử, đến 1985-86 khi họ rút lui ở Serie C2 và năm tiếp theo ở Serie D.

#### Cúp Anh-Ý
Trong mùa 1980 198081, nó đã chơi Cup Anh-Ý, được gọi là Talbot Challenge Cup năm nay. Đội giành được các chiến thắng 3-1 với Hungerford Town và 2-1 với Bridgend Town, hòa 2-2 với Oxford City  và thua 1-0 với Poole Town. Đội đứng thứ ba trong nhóm với 7 điểm, do Modena thống trị sau đó giành chiến thắng trong cuộc thi.

#### Vụ phá sản
Vào mùa hè năm 1987, công ty đã sụp đổ sau 83 năm tồn tại vì những khoản nợ lớn.

### Từ 1987 đến 2008

#### Sự tái sinh
Câu lạc bộ đã được tổ chức lại vào năm 1987 thi đấu tại Terza Categoria với tên gọi Câu lạc bộ bóng đá Sanremese 1904
Vào năm 1992 với việc sáp nhập với Sanremo 80, trở lại tên lịch sử của US Sanremese Calcio 1904.

#### Eccellenza
Trong mùa giải 1991-92 và 1995-96, câu lạc bộ đã giành được danh hiệu Eccellenza Liguria trong khu vực để thăng hạng lên Serie D và 1995-96 Coppa Italia Liguria:.

#### Giữa Serie C2 và Serie D
Trong mùa giải 1997, đội bóng đã giành dược danh hiệu Serie D và thua trong trận đấu cuối cùng với Giugliano. Đội đã chơi hai mùa ở Serie C2 từ 1998-99 đến 1999-2000 trước khi trở về Serie D.
Câu lạc bộ đã chơi bốn mùa ở Serie D từ năm 2000-01 đến 2003-04, trước khi thăng hạng Serie C2.
Đội đã chơi ba mùa ở Serie C2 từ 2004-05 đến 2006-07 trước khi trở về Serie D.
Vào mùa giải 2005-06 đội đã thua Coppa Italia Serie C trong trận cuối cùng với Gallipoli, thua 1-0 trên sân khách và trên sân nhà thắng 2-1.
Từ tháng 11 năm 2007, hầu hết các cầu thủ rời đội, trở thành USD Sanremese 1904, trong thời gian khủng hoảng thanh khoản mạnh mẽ, vì không thanh toán tiền lương, do đó dẫn đến việc xuống hạng từ Serie D.

#### Tái thành lập
Vào ngày 10 tháng 7 năm 2008, câu lạc bộ đã bị tuyên bố không hoạt động với FIGC sau khi bị từ chối gia nhập Liên đoàn Eccellenza, vì các khoản nợ lớn.
Vào mùa hè năm 2008, vị chủ tịch cuối cùng Carlo Barillà đã giới thiệu lại đội bóng có cùng tên là USD Sanremese 1904, được chơi trong mùa giải 2008-09 trong Seconda Categoria.

### Từ năm 2009 đến 2011

#### Tái lập lần thứ hai
Vào ngày 4 tháng 8 năm 2009, Ospedaletti-Sanremo, vừa được thăng hạng từ Promozione Ligure girone A, sau khi thỏa thuận với Carlo Barillà về việc chấm dứt đội mà ông ta thành lập, đổi tên thành USD Sanremese Calcio 1904: vì vậy gia đình của công ty Del Gratta là người thừa kế hợp pháp duy nhất của đội bóng cũ.

#### 2009-10 Eccellenza
Trong mùa giải 2009-10, được huấn luyện bởi Giancarlo "Carlo" Calabria Sanremese giành chiến thắng trong việc thăng hạng Eccellenza Liguria lên Serie D. và Coppa Italia Liguria. Đội đã bị loại ở Coppa Italia Dilettanti 2009-2010 trước Bolzano, trong trận tứ kết thua 1-2 trên sân nhà và hòa 0-0 trân sân khách.

#### 2010-11 Lega Pro Seconda Divisione

Logo cũ của Mỹ Sanremese Calcio 1904

Vào ngày 4 tháng 8 năm 2010 trở thành US Sanremese Calcio 1904, đội đã được nhận vào Lega Pro Seconda Divisione nhóm A cho mùa giải 2010-11. Câu lạc bộ ban đầu sống sót trụ hạng sau chiến thắng chung cuộc 3-2 trước Sacilese Calcio ở vòng playoff.

##### Các chủ sở hữu Del Gratta bị bắt giữ từ chức
Sau khi bị bắt, ngày 15 tháng 3 năm 2011, Marco và cha Riccardo Del Gratta, lần lượt là Chủ tịch và Tổng giám đốc, công ty tạm thời được quản lý bởi Giancarlo Lupi, anh rể của Chủ tịch Marco Del Gratta.
Họ bị buộc tội là người hưởng lợi từ các mối đe dọa và tống tiền đối với cầu thủ ở Sanremese, do đó, sau đó đã hủy bỏ các hợp đồng đã ký vào mùa hè.
Kể từ ngày 16 tháng 3 năm 2011, sau khi từ chức của chủ sở hữu Marco và Riccardo Del Gratta, CEO mới là Giuseppe Fava, người trước đây chịu trách nhiệm về đội trẻ.

##### Thanh lý
Vào ngày 30 tháng 6 năm 2011, câu lạc bộ đã không thể tham gia 2011-12 Lega Pro Seconda Divisione vì đã không gửi được thỏa thuận bảo lãnh chắc chắn và sau đó đã bị thanh lý.

### Sanremese mới

#### 2012: ASD Sanremese
Sau một năm không hoạt động, vào mùa hè 2012, câu lạc bộ đã được giới thiệu là ASD Sanremese bởi doanh nhân Luca Colangelo và hiện là chủ tịch, khởi động lại từ Terza Cargetoria Savona / Imperia. Vào mùa hè 2013, câu lạc bộ được xếp hạng 2 đã và thăng hạng Seconda Categoria.
Sân nhà là Campo Sportivo Pian di Poma ở Sanremo.

#### Mùa 2013
Câu lạc bộ vào ngày 6 tháng 10 năm 2013, sau khởi đầu thảm hại ở nhóm AB của Seconda Cateoria Liguria, đội đã sa thải Mattia Moraglia, huấn luyện viên của mùa giải trước, thay thế cho đến khi từ chức vào ngày 21 tháng 10 bởi Marco Pinto và sau đó là Fabrizio Gatti. Câu lạc bộ đã được thăng hạng lên Prima Categoria sau vòng đấu play-off.

#### Mùa 2014-15
Kể từ mùa hè 2014, tân chủ tịch là Alessio Graglia và huấn luyện viên là Andrea Caverzan.
Đội chơi trong nhóm A của Prima Cargetoria Liguria.
Sân vận động của đội là Stadio Comunale ở Sanremo.

## Màu sắc và huy hiệu
Màu của đội là xanh nhạt và trắng, áo thứ hai là đỏ.

## Sân vận động Comunale
ASD Sanremese hay US Sanremese Calcio 1904 lịch sử đã chơi tại Stadio Comunale  của Sanremo, địa điểm tại Corso Mazzini 15.
Trong mùa giải 2012-13 đã chơi ở đây trong Promozione Liguria girone A the ASD Carlin's Boys, đội được thành lập năm 1947 bởi người đồng sáng lập Carlo Carcano và hiện là đội chính của thành phố.
Sân vận động có sân cỏ và sức chứa khoảng 4.000 chỗ ngồi:
- 850 chỗ ngồi được bảo hiểm
- 2250 trong mái vòm: 1050 ở vòng trên, 1200 ở dưới
- 850 chỗ ngồi trong khu vực cho khách
- 8 ở tầng ban công cho các phóng viên và ba vị trí cho các camera.

## Danh dự
- Serie C:
  - Vô địch 2: Serie C 1936-37, Serie C 1946-47 nhóm A [note 1]
- Serie C2:
  - Vô địch 1: Serie C2 1978-79
- Serie D:
  - Thăng hạng 1: 1997-98
  - Giải nhì toàn quốc 1: 1997-98
- Eccellenza Liguria:
  - Vô địch 3: 1991-92, 1995-96, 2009-10
- Coppa Italia Serie C:
  - Á quân 1: 2005-06
- liên_kết= Coppa Italia Liguria khu vực:
  - Vô địch 2: 1995-96, 2009-10